# Патрульный 777
Патрульный 777 (исп. El patrullero 777) — мексиканская чёрная комедия 1978 года.

## Сюжет
Диогенес Браво, полицейский, который патрулирует город, чтобы служить обществу. В ходе фильма герой сталкивается с рядом приключений — разоблачение банды наркоторговцев, воровство на вечеринке высшего общества и последующее задержание воров, вмешивание в личный семейный конфликт и недопущение самоубийства, когда он взял героя за руку и снял с карниза здания. В конце фильма Диогенес Браво попал под шквальный огонь и был ранен. В палату к нему пришёл его начальник и наградил его орденом.

## В ролях
- Кантинфлас — Диогенес
- Ана Берта Лепе  — Клаудиа
- Валерия Пани — Лупе
- Вольф Рувинскис
- Хулио Алехандро Лобато
- Ампарито Аросамена
- Алехандро Чангеротти
- Лаура Сапата
- Офелиа Гильмаин
- Фернандо Лухан
- Помпин Иглесиас
- Ева Кальво
- Гильермо Ореа
- Норма Эррера
- Рамон Менендес
- Самия Фара
- Омар Александр Баес
- Майте Кароль
- Сесар Собревальс
- Федерико Гонсалес
- Карлос Рикельме
- Росанхела Бальбо
- Иоланда Рихель
- Мария Монтано
- Анхель де ла Пенья Гарсия
- Хосе Луис Саид (Jose Luis Said)
- Леонардо Даниэль
- Сесилия Лехер
- Эдуардо Норьега
- Марикрус Нахера